# Ндадайе, Мельхиор
Мельхиор Ндадайе (рунди и фр. Melchior Ndadaye; 28 марта 1953 — 21 октября 1993) — политический деятель Бурунди, президент страны в 1993 году. 

## Биография
Родился в селении Мурама, в провинции Мурамвья, старшим из 10 детей в семье. Учился в школе с 1966 по 1972 год. Начал получать педагогическое образование, но обучение было прервано этнической резнёй 1972 года, из-за которой был вынужден бежать в Руанду, где закончил среднюю школу в Бутаре. Затем обучался на факультете педагогики в Национальном университете Руанды. С 1987 по 1992 год получал второе высшее образование (специалист банковского дела) в Консерватории искусств и ремесел во Франции, после чего в 1980–1983 годах работал преподавателем, а в 1983–1988 – в банковской сфере.
Участвовал в создании 3 января 1976 года Движения прогрессивных студентов Бурунди в Руанде (БАМПЕРЕ), президентом которого являлся до 1979 года.
Принимал участие в создании новой левой Рабочей партии Бурунди (UBU) в августе 1979 году и был активным её членом до своего выхода из неё в 1983 году из-за спора о стратегических вопросах. Он был ключевой фигурой в партии, поэтому после его ухода она пришла в упадок и, наконец, была распущена в середине 1980-х годов.
Как 1-й секретарь Союза рабочих Бурунди (UTB) провинции Гитега, был заключен в тюрьму по политическим причинам на 2 месяца в конце 1988.
Несмотря на то, что оппозиционные партии в Бурунди были запрещены во времена правления диктатора Ж.-Б. Багазы, в 1986 году Ндадайе со своими сторонниками основал подпольное политическое движение, умеренный левый Фронт за демократию в Бурунди (FRODEBU), официально оформившийся в 1991 году. Находился на подпольном положении до 1992 года, когда президент Пьер Буйоя начал процесс политической либерализации в преддверии президентских выборов 1993 года и позволил официально зарегистрировать партию. Возглавлял её до победы на всеобщих выборах в июне 1993.
В апреле 1993 был выдвинут кандидатом от своей партии на президентских выборах и поддержан тремя другими партиями и народностью хуту. 1 июня 1993 года победил на первых всеобщих президентских выборах в истории Бурунди уже в первом туре, получив 64,79% голосов против 32,47% действовавшего президента Пьера Буйоя. 29 июня на парламентских выборах его партия получила 65 из 81 места в парламенте.
Через неделю после неудачной попытки переворота полковником-тутси Сильвестром Нингаба, которая произошла 3 июля, принёс присягу на посту президента. Стал первым демократически избранным президентом и первым представителем народности хуту на этом посту.

## Президентство
М. Ндадайе сделал осторожные умеренные шаги, пытаясь исправить глубокий этнический раскол Бурундийского общества, в котором меньшинство (тутси) занимало практически все руководящие посты в стране и все – в армии. Он назначил Сильви Киниги, женщину-тутси, на пост премьер-министра и отдал треть министерских портфелей и две должности губернаторов представителям партии Буйоя Союз за национальный прогресс. Объявил политическую амнистию, в рамках которой был оправдан бывший диктатор Жан-Батист Багаза.
Несмотря на осторожный подход к президентским обязанностям, некоторые его действия, тем не менее, привели к напряжённости в обществе. Он поставил под сомнение соглашения и решения, принятые во времена правления тутси, что несло угрозу олигархической верхушке народности тутси и армии. Он начал реформы в военной и правоохранительной областях с целью снижения доминирования тутси в силовых структурах.
Этнические проблемы углублялись также благодаря усилиям свободных СМИ.

## Свержение и убийство
Его правление было крайне кратковременным (102 дня), он был отстранен от власти в результате переворота (хотя и неудачного) 21 октября. Точные события того дня остались неизвестны, но понятно, что около часа ночи мятежный бронетанковый батальон, к которому примкнули около 100 коммандос, парашютистов и жандармов в столице, окружил президентский дворец, который охраняли 38 солдат и 2 БТР. Наиболее вероятно что самого президента, сумевшего скрыться из атакованного солдатами президентского дворца, а также Понтьена Карибвами (председатель Национальной Ассамблеи), Жиля Бимазубуте (вице-спикер Национальной ассамблеи) и нескольких министров привезли в армейские казармы под предлогом защиты преданными ему частями. Они, а также многие другие члены парламента и правительства, были убиты, сам Ндадайе был заколот штыком (14 ран). Семье президента удалось укрыться во французском посольстве. Во главе мятежа стояли начальник генерального штаба армии подполковник Жан Бикомагу, бывший президент Пьер Буйоя и бывший министр внутренних дел Франсуа Нгезе.
Смерть президента повлекла тяжёлые последствия для всей страны. Попытка государственного переворота быстро провалилась, поскольку Франсуа Нгезе, приглашённый сформировать новое правительство, отказался поддерживать мятежников и назначил временно исполнять обязанности главы государства тогдашнего премьер-министра Сильви Киниги, также укрывшуюся во французском посольстве. Совет Безопасности ООН осудил убийство и переворот и вынес этот вопрос на ближайшее заседание Генеральной Ассамблеи. В дальнейших беспорядках погибли около 100 тысяч человек. Продолжающееся насилие в конце концов вылилось в гражданскую войну.
Расследование убийства президента, проведенное ООН, результаты которого были обнародованы в 1996 году, признало виновными в убийстве и массовом кровопролитии различных военных-тутси. Конкретные цифры и лица названы не были, но многие считали экс-президента Буйоя причастным к этим событиям.
В 1999 году в рамках попыток прекращения гражданской войны произошла серия арестов подозреваемых в причастности к убийству президента. Пять человек во главе с бывшим лейтенантом Полем Камана (самый старший чин) были приговорены к смертной казни. 74 человека получили сроки заключения от одного до двадцати лет. Однако большинство высокопоставленных чиновников было оправдано, что вызвало резкое недовольство сторонниками Ндадайе.
В 2018 году правительство Пьера Нкурунзизы арестовало четырех отставных армейских офицеров (генерала и трёх полковников), с намерением предъявить им обвинение в убийстве Ндадайе.
19 октября 2020 года Верховный суд Бурунди приговорил бывшего президента Пьера Буйоя к пожизненному заключению за убийство Ндадайе. Еще 18 человек также были осуждены за участие в убийстве и 3 за соучастие (однако очно – только 5).
1 июля 2019 года аэропорт Бужумбуры переименовали в честь М. Ндадайе.